# Ballon-Saint-Mars
Ballon-Saint-Mars – gmina we Francji, w regionie Kraj Loary, w departamencie Sarthe. W 2013 roku liczba ludności wynosiła 2174 mieszkańców. 
Gmina została utworzona 1 stycznia 2016 roku z połączenia dwóch ówczesnych gmin: Ballon oraz Saint-Mars-sous-Ballon. Siedzibą gminy została miejscowość Ballon.